# Olympique Gymnaste Club de Nice Côte d'Azur 2004-2005
Questa voce raccoglie le informazioni riguardanti l'Olympique Gymnaste Club de Nice nelle competizioni ufficiali della stagione 2004-2005.

## Maglie e sponsor
Lo sponsor tecnico per la stagione 2004-2005 è Puma, mentre lo sponsor ufficiale è Rica Lewis.
| Manica sinistra · Manica sinistra · Maglietta · Maglietta · Manica destra · Manica destra · Pantaloncini · Calzettoni |

## Rosa
| N. |                           | Ruolo | Calciatore         |
| -- | ------------------------- | ----- | ------------------ |
| 1  | Francia (bandiera)        | P     | Damien Grégorini   |
| 2  | Francia (bandiera)        | D     | Cédric Varrault    |
| 3  | Francia (bandiera)        | D     | José Cobos         |
| 4  | RD del Congo (bandiera)   | C     | Jean-Paul Kalala   |
| 5  | Francia (bandiera)        | C     | François Grenet    |
| 6  | Francia (bandiera)        | C     | Olivier Echouafni  |
| 7  | Belgio (bandiera)         | C     | Roberto Bisconti   |
| 8  | Brasile (bandiera)        | C     | Ederson            |
| 10 | Costa d'Avorio (bandiera) | C     | Serge Dié          |
| 11 | Lituania (bandiera)       | A     | Edgaras Jankauskas |
| 13 | Francia (bandiera)        | D     | Jacques Abardonado |
| 14 | Francia (bandiera)        | C     | Florent Balmont    |
| 15 | Francia (bandiera)        | D     | Florian Jarjat     |

| N. |                      | Ruolo | Calciatore        |
| -- | -------------------- | ----- | ----------------- |
| 16 | Francia (bandiera)   | P     | Bruno Valencony   |
| 17 | Mali (bandiera)      | D     | Sammy Traoré      |
| 18 | Francia (bandiera)   | C     | Sébastien Roudet  |
| 19 | Francia (bandiera)   | A     | Marama Vahirua    |
| 20 | Argentina (bandiera) | C     | Franco Dolci      |
| 21 | Francia (bandiera)   | D     | Martin Djetou     |
| 22 | Algeria (bandiera)   | C     | Kamel Larbi       |
| 23 | Francia (bandiera)   | C     | Thibault Scotto   |
| 24 | Nigeria (bandiera)   | A     | Victor Agali      |
| 25 | Francia (bandiera)   | A     | Christophe Meslin |
| 27 | Francia (bandiera)   | C     | Yoann Bigné       |
| 30 | Francia (bandiera)   | P     | Hilaire Munoz     |